# الدوري المكسيكي الممتاز 1994-95
الدوري المكسيكي الممتاز 1994-95 (بالإسبانية: Primera División de México 1994-95)‏ هو موسم من الدوري المكسيكي الممتاز. كان عدد الأندية المشاركة فيه 19، وفاز فيه نادي نيكاكسا.